# Alexander von Krobatin
Alexander Krobatin od 1881 Ritter von Krobatin, od 1915 Freiherr von Krobatin (ur. 12 września 1849 w Ołomuńcu, zm. 28 września 1933 w Wiedniu) – marszałek polny cesarskiej i królewskiej Armii.

## Życiorys
Na stopień kapitana został mianowany ze starszeństwem z 1 maja 1879. W 1888 pełnił służbę w 14. Ciężkim Dywizjonie w Lugoj. Na stopień majora został mianowany ze starszeństwem z 1 maja 1889 i został przeniesiony do 7. Węgierskiego Pułku Artylerii Korpuśnej na stanowisko komendanta 7. Dywizjonu Artylerii Konnej. W następnym roku został przydzielony do Szkoły Kadetów Artylerii w Wiedniu na stanowisko komendanta, pozostając oficerem nadetatowym 7. Pułku Artylerii Korpuśnej. Na stopień podpułkownika został mianowany ze starszeństwem z 1 maja 1892. W 1893 został przeniesiony do Sztabu Artylerii z pozostawieniem na zajmowanym stanowisku komendanta Szkoły Kadetów Artylerii. 8 czerwca 1895 został mianowany na stopień pułkownika. W tym samym roku został przeniesiony do 1. Pułku Artylerii Korpuśnej w Krakowie na stanowisko komendanta pułku. W 1896 został przydzielony do Ministerstwa Wojny Rzeszy w Wiedniu na stanowisko szefa 7. Oddziału, pozostając oficerem nadetatowym 1. Pułku Artylerii Korpuśnej. 6 listopada 1900 został mianowany na stopień generała majora ze starszeństwem z 1 listopada tego roku. W 1904 został przesunięty w ministerstwie na stanowisko jednego z czterech szefów sekcji. Na tym stanowisku 13 maja 1905 został mianowany na stopień marszałka polnego porucznika.
W latach 1912–1917 był ministrem wojny. Od 12 kwietnia 1917 służył jako dowódca 10. armii austro-węgierskiej w Tyrolu. 5 listopada 1917 został mianowany na stopień marszałka polnego. 26 października 1918 mianowano go dowódcą grupy armii wojsk lądowych w Tyrolu i pełnił tę funkcję do 7 listopada 1918. 1 grudnia 1918 został przeniesiony w stan spoczynku.

## Ordery i odznaczenia
- Krzyż Wielki Orderu Leopolda[6]
- Krzyż Wielki Orderu Świętego Stefana
- Order Korony Żelaznej II kl.[6]
- Krzyż Zasługi Wojskowej[6]
- Odznaka za 40-letnią Służbę Wojskową[6]
- Medal Jubileuszowy Pamiątkowy dla Sił Zbrojnych i Żandarmerii[6]
- Krzyż Jubileuszowy Wojskowy[6]
- Order Orła Czerwonego I klasy (Prus)[7]
- Order Królewski Korony I klasy (Prusy)[7]
- Order Świętej Anny I kl. (Imperium Rosyjskie)[7]
- Wielki Oficer Orderu Gwiazdy Rumunii (Królestwo Rumunii)[7]
- Order Lwa i Słońca II kl.[7]